# Eryngium koehneanum
Eryngium koehneanum là một loài thực vật có hoa trong họ Hoa tán. Loài này được Urb. mô tả khoa học đầu tiên năm 1879.